# Divize B 1984/1985
V soubojích 20. ročníku České divize B 1984/85 se utkalo 16 týmů dvoukolovým systémem podzim - jaro. Tento ročník fotbalové soutěže začal v srpnu 1984 a skončil v červnu 1985.

## Nové týmy v sezoně 1984/85
Z 2. ligy – sk. A 1983/84 sestoupila do Divize B mužstva TJ CHZ Litvínov a TJ Spartak Roudnice nad Labem. Z krajských přeborů ročníku 1983/84 postoupila vítězná mužstva TJ Kaučuk Kralupy nad Vltavou a TJ Lokomotiva Kladno ze Středočeského krajského přeboru a TJ Tatran SZ Praha z Pražského přeboru. Také sem bylo přeřazena mužstva TJ ČKZ Rakovník z Divize A a TJ Admira Praha 8 a TJ ČKD Kompresory Praha z Divize C. Navíc sem zařazen juniorský tým prvoligového mužstva TJ Rudá hvězda Cheb a TJ Sklo Union Teplice "B", který nahradil odstoupivší mužstvo TJ Slovan Kadaň.

## Výsledná tabulka
| Poř. | Tým                           | Z  | V  | R  | P  | VG | OG | B  |
| ---- | ----------------------------- | -- | -- | -- | -- | -- | -- | -- |
| 1.   | TJ ČKZ Rakovník               | 30 | 20 | 6  | 4  | 58 | 21 | 46 |
| 2.   | TJ Rudá hvězda Cheb junioři   | 30 | 17 | 7  | 6  | 55 | 26 | 41 |
| 3.   | TJ Sokol Brňany               | 30 | 12 | 8  | 10 | 46 | 41 | 32 |
| 4.   | TJ Sklo Union Teplice "B"     | 30 | 13 | 6  | 11 | 53 | 49 | 32 |
| 5.   | TJ Slavoj Litoměřice          | 30 | 12 | 8  | 10 | 38 | 42 | 32 |
| 6.   | TJ Slovan Varnsdorf           | 30 | 12 | 7  | 11 | 55 | 41 | 31 |
| 7.   | TJ Kaučuk Kralupy nad Vltavou | 30 | 12 | 6  | 12 | 62 | 61 | 30 |
| 8.   | VTJ Karlovy Vary              | 30 | 11 | 8  | 11 | 32 | 39 | 30 |
| 9.   | TJ CHZ Litvínov               | 30 | 11 | 7  | 12 | 38 | 52 | 29 |
| 10.  | TJ Spartak Roudnice nad Labem | 30 | 11 | 6  | 13 | 58 | 50 | 28 |
| 11.  | TJ Tatran SZ Praha            | 30 | 8  | 11 | 11 | 47 | 50 | 27 |
| 12.  | TJ Admira Praha 8             | 30 | 10 | 7  | 13 | 43 | 54 | 27 |
| 13.  | TJ Uhelné sklady Praha        | 30 | 12 | 3  | 15 | 33 | 45 | 27 |
| 14.  | TJ ČKD Kompresory Praha       | 30 | 11 | 4  | 15 | 44 | 49 | 26 |
| 15.  | TJ Lokomotiva Kladno          | 30 | 9  | 8  | 13 | 40 | 52 | 26 |
| 16.  | TJ Lokomotiva Cheb            | 30 | 5  | 6  | 19 | 30 | 65 | 16 |

Poznámky:
- Z = Odehrané zápasy; V = Vítězství; R = Remízy; P = Prohry; VG = Vstřelené góly; OG = Obdržené góly; B = Body

|  | Postup do 3. ligy – sk. A 1985/86                |
|  | Sestup do příslušného oblastního přeboru 1985/86 |